# M 56 (звёздное скопление)
M 56 (также известно как Мессье 56 и NGC 6779) — шаровое звёздное скопление, расположенное в созвездии Лиры.

## История открытия
Открыто Шарлем Мессье в 1779 году.

## Интересные характеристики
M 56 находится на расстоянии 32,9 тыс. световых лет от Земли и составляет в поперечнике 85 световых лет.
Ярчайшие звёзды M 56 имеют видимую звёздную величину 13. Оно включает около дюжины известных переменных звёзд.

## Наблюдения

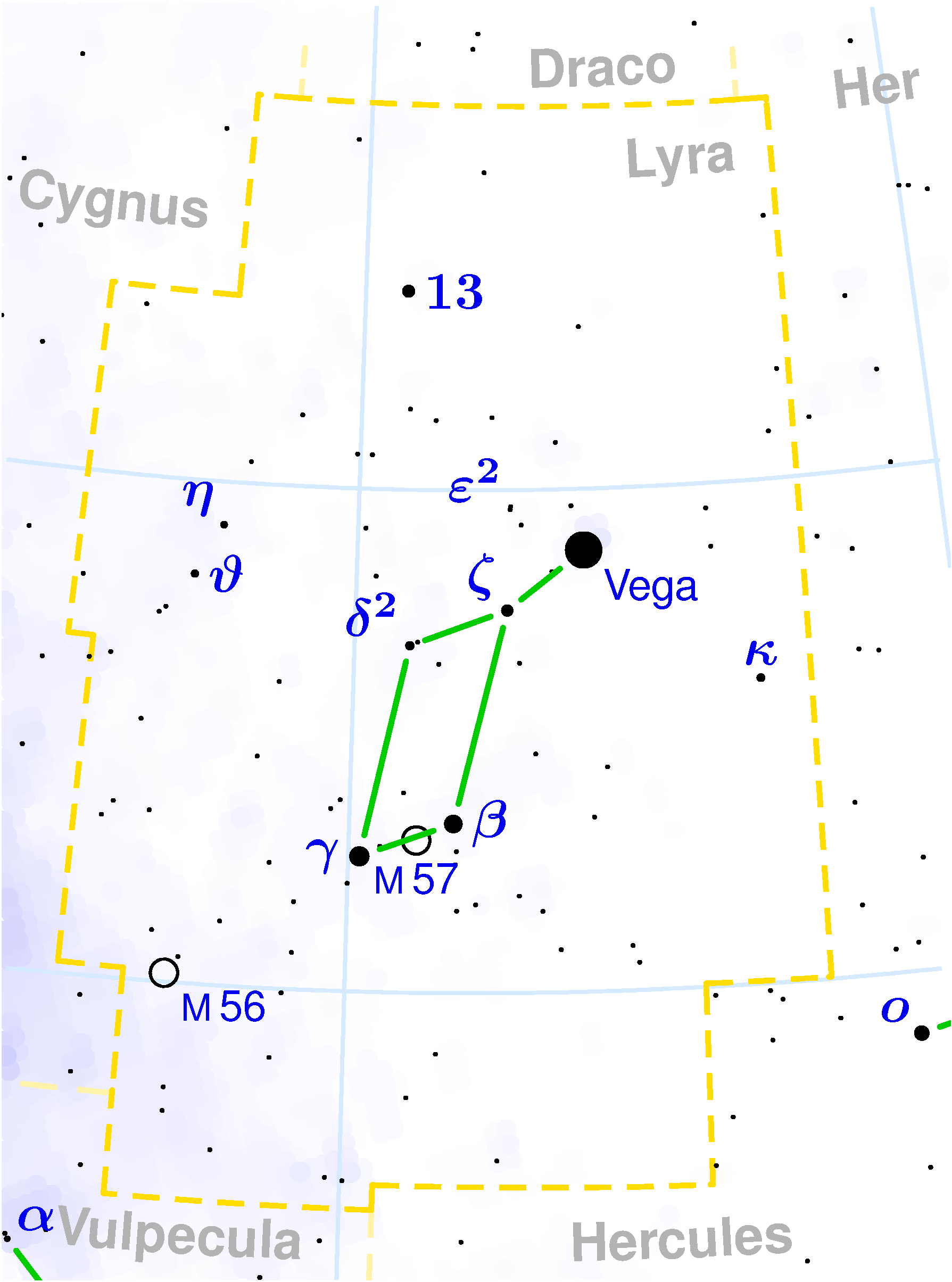
M 56 в Созвездии Лиры.

Это шаровое скопление в Лире почти теряется на богатом звёздами фоне Млечного Пути. Оно доступно для наблюдений почти в любое время года, кроме середины зимы. Но лучшее время для этого — лето, когда М56 в средних широтах северного полушария кульминирует вблизи зенита.
Скопление располагается у середины отрезка γ Лиры и β Лебедя. В бинокль это очень неяркое скопление находится с трудом, маскируясь на плотном звездном фоне. В любительский телескоп средней апертуры (127—180 мм) скопление практически не разрешается на звезды. При большом увеличении видно несколько проецирующихся на его тело звезд переднего плана. Гало скопления начинает разрешаться на отдельные звёзды в телескоп апертурой 250—300 мм, хотя и при этом большая часть света излучает диффузная составляющая. По-настоящему звёздную природу M 56 можно увидеть в телескоп диаметром объектива 400—500 мм.
Скопление очень неплотное с небольшой концентрацией звезд к центру и весьма неравномерным распределением яркости.

### Соседи по небу из каталога Мессье
- M 57 — (к северо-западу, между γ и β Лиры) знаменитая планетарная туманность «Кольцо»;
- M 29 — (на северо-восток, в Лебеде) своеобразное рассеянное скопление;
- M 71 — (юго-восточнее, в Стреле) ещё менее концентрированное шаровое скопление;

### Последовательность наблюдения в «Марафоне Мессье»
…M 107 → M 80 → M 56 → M 4 → M 29…

## Изображения
Гал.долгота 62,6594° 

Гал.широта +08.3364° 

Расстояние 32 900 св. лет